# Реттіховка
Реттіховка (рос. Реттиховка) — селище (до 2007 — селище міського типу) в Чернігівському районі Приморського краю, разташоване за 19 км на схід від Сибірцева і за 20 км на південний-схід від Чернігівки.
Населення — 2674 мешканця (2007). За переписом 2002 року — 2778.

## Історія
Населений пункт вперше згадується в 1902 році.
Статус селища міського типу — з 1962 по 2007 роки.

## Економіка
В Реттіховці розташована залізнична станція на ветці Транссіба від селища Сибірцево. Біля селища довгий час вівся видобуток бурого вугілля відкритим способом. Після закриття розрізу (червень 1996) в селищі настав економічний спад і скорочення населення.